# Ladies Must Live (film 1921)
Ladies Must Live è un film muto del 1921 scritto e diretto da George Loane Tucker. Fu l'ultimo film diretto dal regista che morì durante le riprese.

## Trama
In casa di William Hollins, una giostra di sentimenti e di storie che si avvicendano tra i componenti della famiglia e i dipendenti. La giovane cognata di Hollins, Christine, vorrebbe sposare Ralph Lincourt, ma l'uomo è concupito anche da Nancy Barron, una donna sposata che ha dei rapporti piuttosto tesi con Christine. Barbara, la segretaria, da parte sua è corteggiata da Barron, l'anziano marito di Barbara. Arrivano quindi sulla scena un aviatore, Mulvain, insieme a Le Prim, il meccanico. Quest'ultimo porta via la cameriera, Nancy, una ragazza innamorata del giardiniere. Mulvain e Christine riescono a liberare Nancy ma poi questa si suicida, annegandosi. La tragedia porta tutti a riconsiderare i diversi sentimenti: Barbara rifiuta le attenzioni del ricco Barron per accettare invece l'amore di Klegg. Mentre Christine si rende conto di amare Mulvain, anche se questi è un giovanotto senza un soldo.

## Produzione
Il film fu prodotto dalla Mayflower Photoplay Company. Il regista George Loane Tucker morì durante le riprese del film.

## Distribuzione
Distribuito dalla Famous Players-Lasky Corporation e dalla Paramount Pictures, il film uscì nelle sale cinematografiche statunitensi il 30 ottobre 1921, quattro mesi dopo la morte di George Loane Tucker.
La pellicola è andata presumibilmente perduta.